# Warren Booth Burrows
Warren Booth Burrows (* 14. September 1877 in Poquonock Bridge, New London County, Connecticut; † 8. Dezember 1952 ebenda) war ein US-amerikanischer Jurist und Politiker. Nach seiner Berufung durch Präsident Calvin Coolidge fungierte er von 1928 bis 1930 als Bundesrichter am Bundesbezirksgericht für den Distrikt von Connecticut.

## Werdegang
Nach dem Schulbesuch absolvierte Warren Burrows die Law School der University of Michigan und erwarb dort 1904 seinen Abschluss als Bachelor of Laws. Ab dem folgenden Jahr praktizierte er als Jurist in New London. In dieser Stadt wurde er 1906 zum stellvertretenden Staatsanwalt ernannt, ehe er 1917 zum hauptverantwortlichen Staatsanwalt aufstieg. Diesen Posten hatte er bis 1927 inne. Zwischen 1925 und 1927 gehörte Burrows als republikanischer Abgeordneter dem Repräsentantenhaus von Connecticut an, von 1927 bis 1928 dann dem Staatssenat.
Am 3. Februar 1928 wurde Burrows durch Präsident Coolidge zum Richter am United States District Court for the District of Connecticut ernannt; damit übernahm er einen zuvor neu eingerichteten Sitz. Nach der Bestätigung durch den US-Senat, die 13 Tage später erfolgte, konnte er sein Amt übernehmen, das er bis zu seinem Rücktritt am 20. Oktober 1930 innehatte. Seine Nachfolge trat Carroll C. Hincks an. Burrows bewarb sich danach erfolgreich um die Position des Attorney General von Connecticut, die er von 1931 bis 1935 ausfüllte.